# Xanthodonta lusingae
Xanthodonta lusingae är en fjärilsart som beskrevs av Sergius G. Kiriakoff 1946/49. Xanthodonta lusingae ingår i släktet Xanthodonta och familjen tandspinnare. Inga underarter finns listade i Catalogue of Life.